# S-세그먼트
S-세그먼트(영어: S-segment)는 스포츠 쿠페를 위한 유럽 자동차 세그먼트 분류에 속한다. 이에 상응하는 유로 NCAP 등급은 "로드스터 스포츠"라고 불린다.

## 특징
S-세그먼트 자동차는 스포티한 외관을 가지고 있으며, 일반적으로 다른 세그먼트에 비해 우수한 핸들링과 직진 가속력을 갖도록 설계되었다. S-세그먼트 자동차의 가장 흔한 차체 스타일은 쿠페와 컨버터블이다. S-세그먼트 자동차에서는 뒷좌석 승객 수용 공간이 우선순위가 아니므로, 많은 모델이 2인승 자동차이거나 상대적으로 비좁은 뒷좌석을 가진 2+2 레이아웃을 사용한다.
대부분의 최신 S-세그먼트 자동차는 일반적인 프론트 엔진 디자인(예: 전륜구동, 후륜구동 또는 4륜구동)을 사용하지만, 미드십 엔진 또는 리어엔진 디자인을 사용하는 차량의 대부분은 S-세그먼트에 속한다.

## 현재 모델
유럽에서 가장 많이 팔리는 S-세그먼트 자동차 4종은 마쓰다 MX-5, 포르쉐 911, 포드 머스탱, 포르쉐 박스터/카이맨이다.

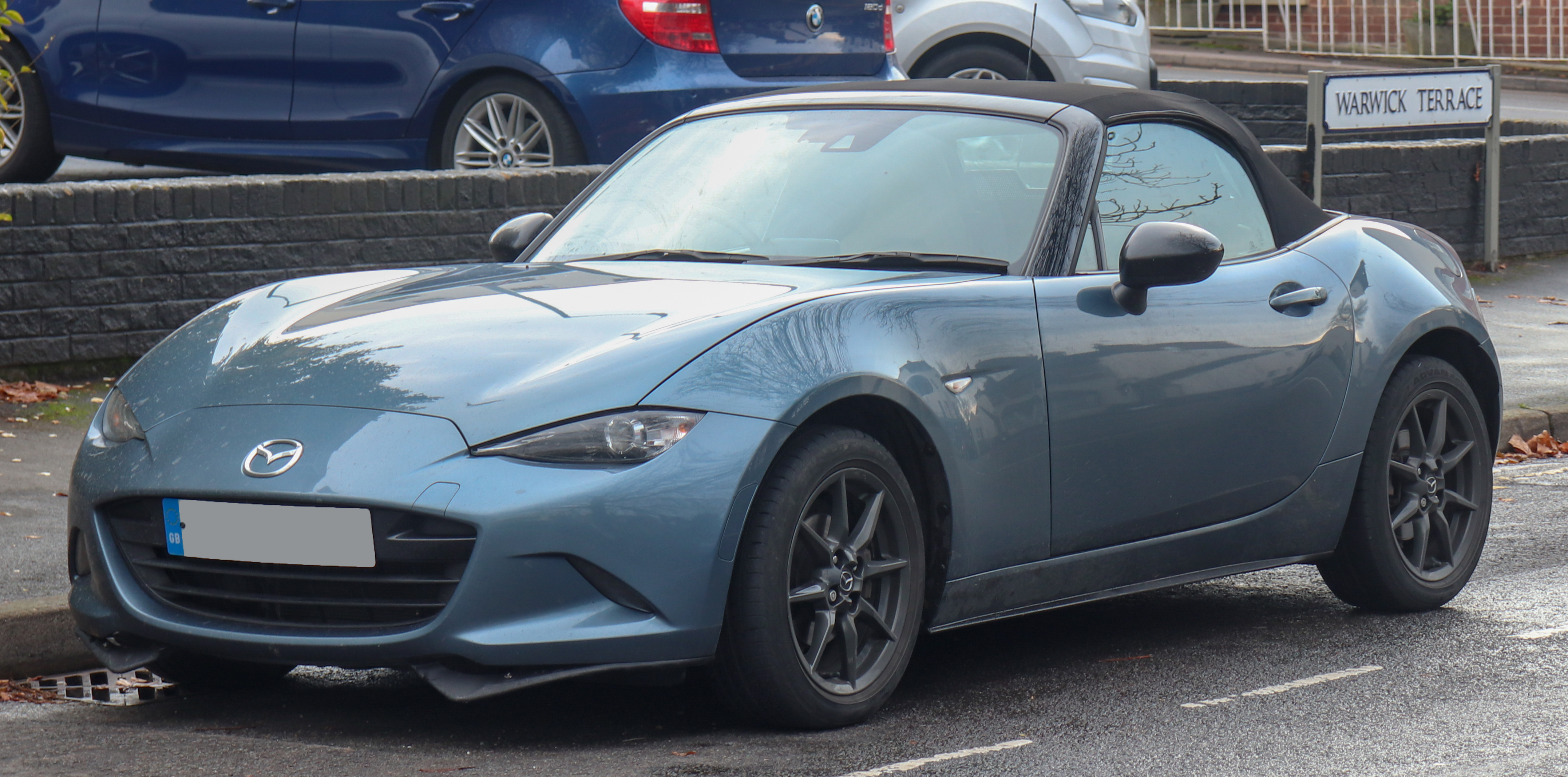
마쓰다 MX-5 (1989–현재)
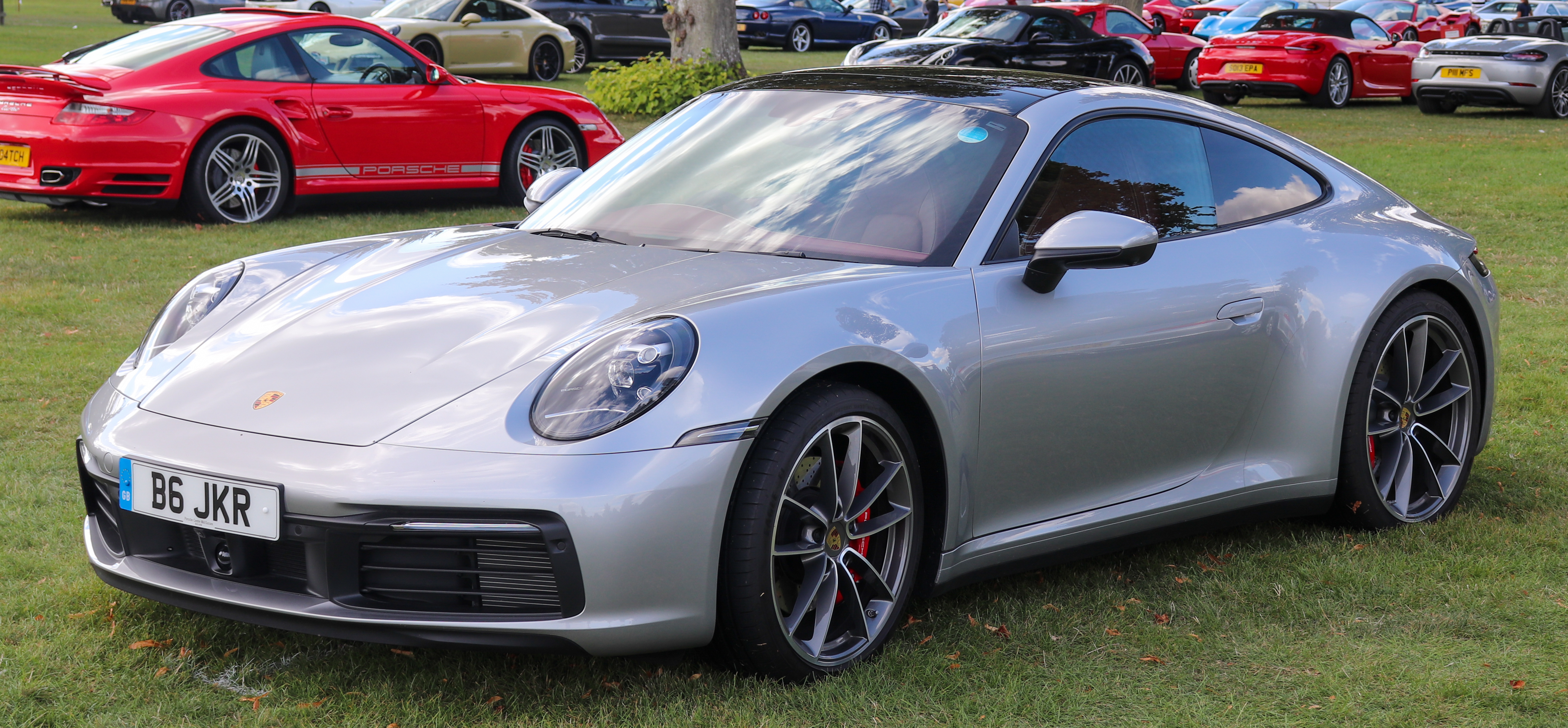
포르쉐 911 (1963–현재)
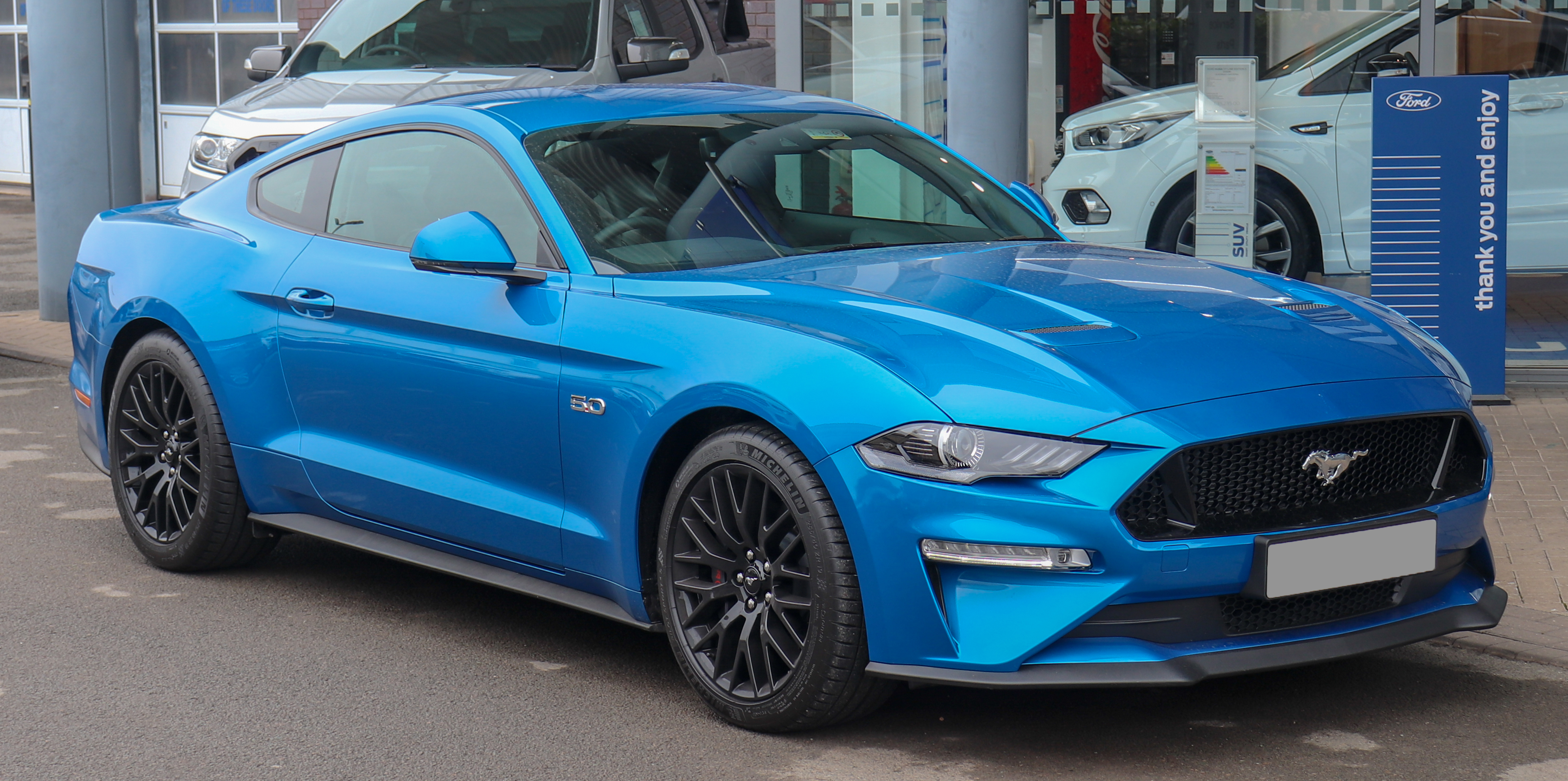
포드 머스탱 (1964–현재)
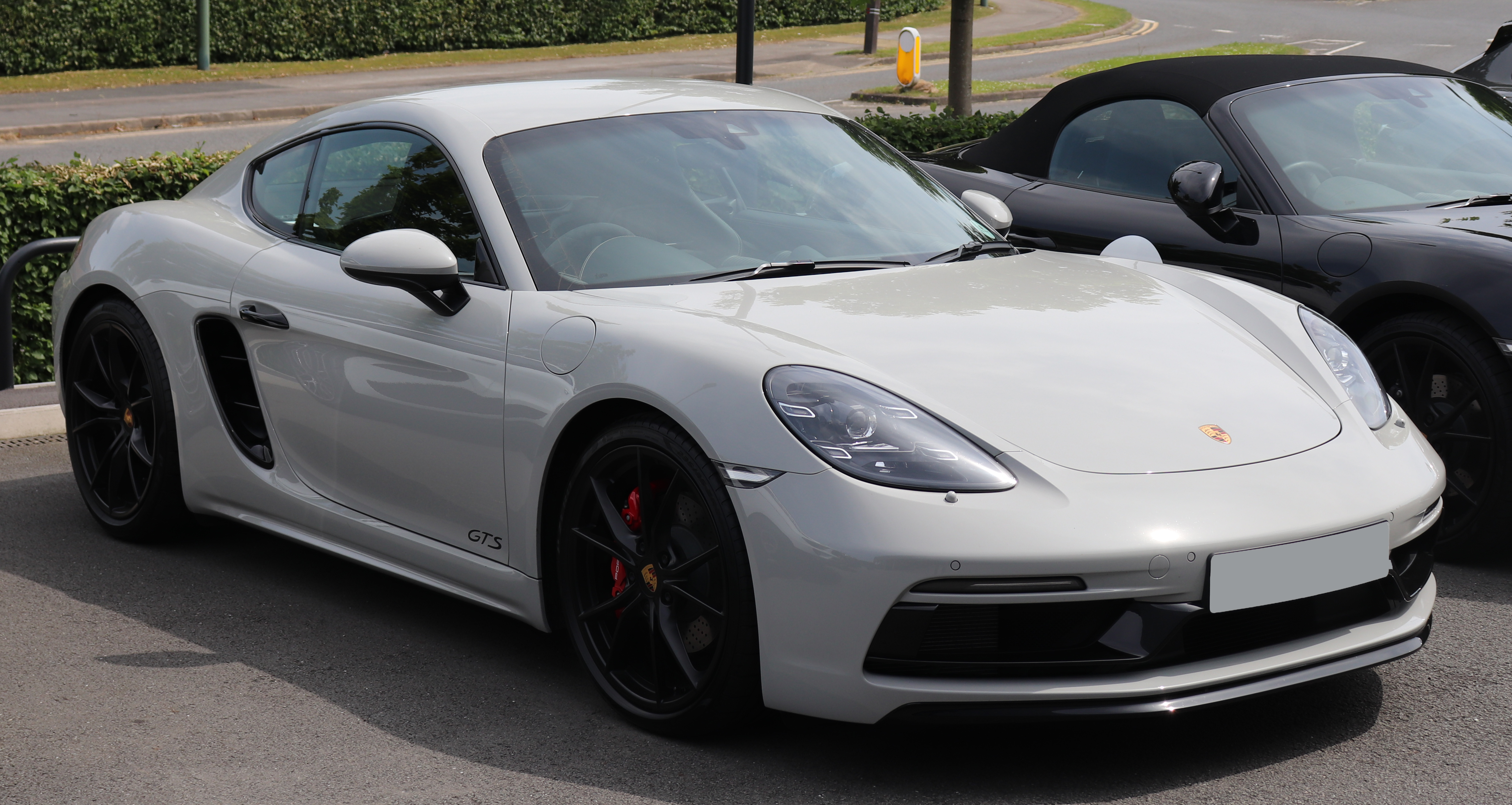
포르쉐 카이맨 (2005–현재)

## 유럽 판매량
| 2017년 순위 | 제조사          | 모델         | 2013년 판매량 | 2014년 판매량 | 2015년 판매량 | 2016년 판매량 | 2017년 판매량 | % 변화 (2016년–2017년) |
| ----------- | --------------- | ------------ | ------------- | ------------- | ------------- | ------------- | ------------- | ---------------------- |
| 1           | 아우디          | TT           | 12,331        | 9,768         | 22,417        | 20,922        | 16,281        | –22.2%                 |
| 2           | 마쓰다          | MX-5         | 6,050         | 5,786         | 6,746         | 13,677        | 15,769        | +15.3%                 |
| 3           | 포르쉐          | 911          | 12,369        | 12,987        | 14,386        | 15,550        | 15,053        | –3.2%                  |
| 4           | 포드            | 머스탱       | 635           | 556           | 4,889         | 15,204        | 13,241        | –12.9%                 |
| 5           | 포르쉐          | 718 박스터   | —             | —             | 147           | 3,144         | 8,438         | +168.4%                |
| 6           | 메르세데스-벤츠 | SLC-클래스   | —             | —             | —             | 6,716         | 7,879         | +17.3%                 |
| 7           | 피아트          | 124 스파이더 | —             | —             | —             | 3,717         | 7,831         | +110.7%                |
| 8           | 재규어          | F-타입       | 2,750         | 4,641         | 4,557         | 4,541         | 4,538         | –0.1%                  |
| 9           | 메르세데스-AMG  | GT           | —             | 71            | 2,508         | 2,372         | 2,443         | +3.0%                  |
| 10          | 쉐보레          | 카마로       | 1,496         | 932           | 367           | 607           | 1,592         | +162.3%                |

| 2017년 순위 | 제조사      | 모델          | 2013년 판매량 | 2014년 판매량 | 2015년 판매량 | 2016년 판매량 | 2017년 판매량 | % 변화 (2016년–2017년) |
| ----------- | ----------- | ------------- | ------------- | ------------- | ------------- | ------------- | ------------- | ---------------------- |
| 1           | 페라리      | 488 GTB       | —             | —             | 247           | 1,286         | 1,519         | +18.1%                 |
| 2           | 벤틀리      | 컨티넨탈 GT   | 1,657         | 1,595         | 1,631         | 1,705         | 1,512         | –11.3%                 |
| 3           | 애스턴 마틴 | DB11          | —             | —             | —             | 155           | 1,249         | +705.8%                |
| 4           | 람보르기니  | 우라칸        | —             | 220           | 502           | 529           | 661           | +25.0%                 |
| 5           | 애스턴 마틴 | 뱅퀴시        | 379           | 320           | 365           | 247           | 359           | +45.3%                 |
| 6           | 람보르기니  | 아벤타도르    | 226           | 238           | 250           | 369           | 322           | –12.7%                 |
| 7           | 페라리      | F12베를리네타 | 624           | 418           | 296           | 387           | 261           | –32.6%                 |
| 8           | 롤스로이스  | 던            | —             | —             | —             | 258           | 235           | –8.9%                  |
| 9           | 롤스로이스  | 레이스        | 74            | 313           | 242           | 205           | 217           | +5.9%                  |
| 10          | 혼다        | NSX           | -             | -             | -             | -             | 126           | 신규                   |

2014년, 가장 많이 팔린 쿠페 모델 5종은 BMW 4 시리즈, 오펠 아스트라 GTC, BMW 2 시리즈, 르노 메간 쿠페 및 메르세데스-벤츠 C-클래스 W204였다. 2014년 가장 많이 팔린 컨버터블 모델 5종은 피아트 500C, 미내 해치, BMW 4 시리즈 (F32), 폭스바겐 비틀 A5 및 폭스바겐 골프 Mk6였다.

## 같이 보기
- 유럽 자동차 세그먼트
- 자동차 분류
- 쿠페
- 컨버터블
- GT카
- 머슬카
- 스포츠카
- 슈퍼카